# Liste von Persönlichkeiten aus Pambio-Noranco
Diese Liste enthält in Pambio-Noranco im Kanton Tessin geborene Persönlichkeiten und solche, die in Pambio-Noranco ihren Wirkungskreis hatten, ohne dort geboren zu sein. Die Liste erhebt keinen Anspruch auf Vollständigkeit.

## Persönlichkeiten
(Sortierung nach Geburtsjahr)
- Künstlerfamilie Lucchesi. [1][2]

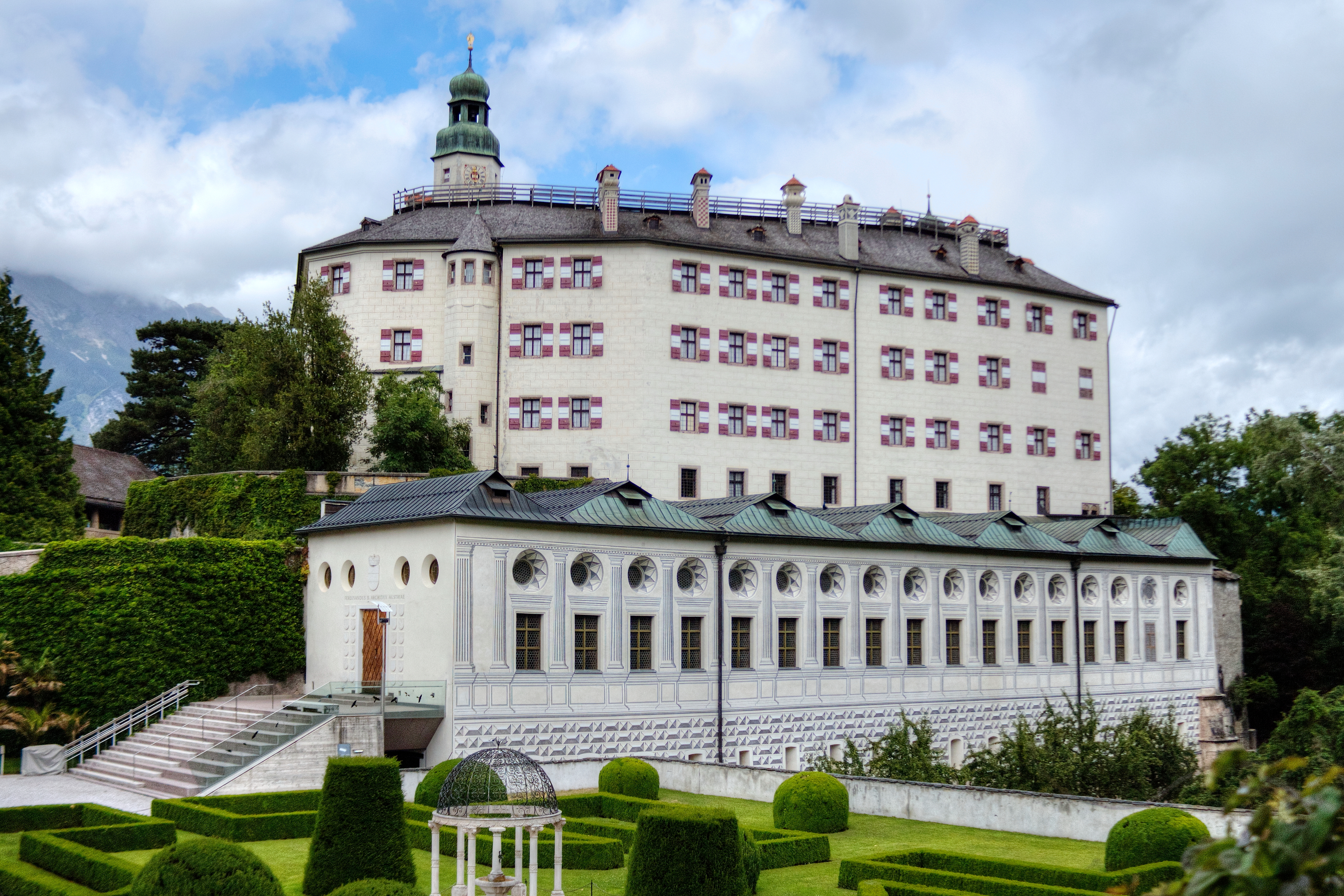
Giovanni Lucchese: Schloss Ambras: Der Spanische Saal vor dem Hochschloss

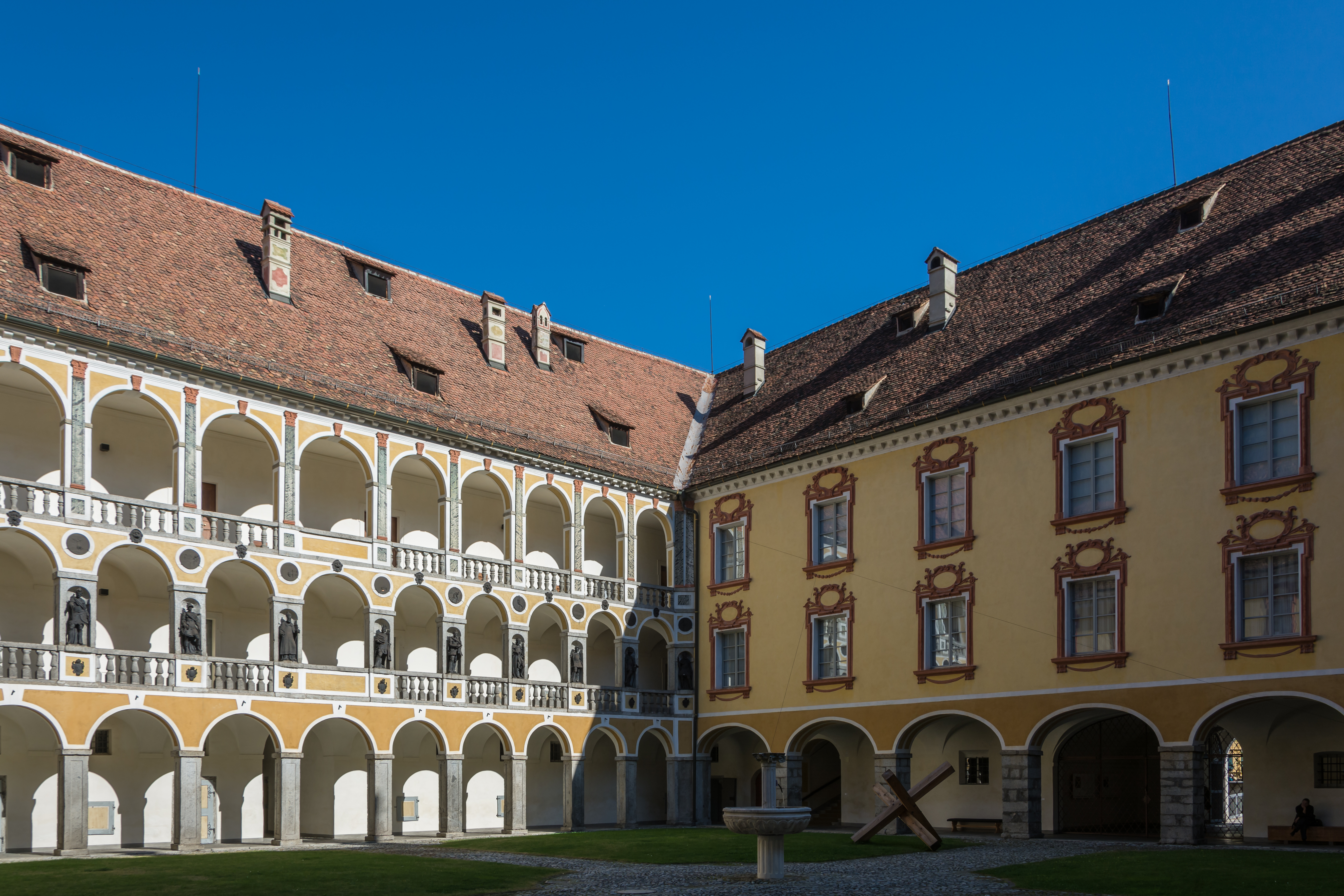
Alberto Lucchese: Arkadenhof der Brixner Hofburg

  - Giovanni Lucchese (um 1519–1581), Architekt, Baumeister in Prag
  - Adamo Lucchese (* um 1520 in Pambio; † 8. Februar 1583 in Innsbruck?), Enkel des Giovanni, Architekt des Ferdinand II. (HRR)[3][1]
  - Domenico Lucchese (* um 1550 in Pambio; † ?), Architekt[4]
  - Alberto Lucchese (um 1555–nach 1600), Hofbaumeister in  Innsbruck
  - Bartolomeo Lucchese senior (* um 1570 in Pambio; † 6. August 1622 Santa Maria Val Müstair), Architekt des Erzherzogs Maximilian[4]
  - Francesco Lucchese (* um 1580 in Pambio; † 1629 ebenda), Sohn des Alberto, Maler, Stuckateur, Steinmetz, Baumeister, er ersuchte 1613 den Erzherzog Maximilian um ein Amt und einen Freibrief «wegen der Verdienste seiner Vorfahren»[1][4]
  - Carlo Domenico Lucchese (* 1663 in Pambio; † nach 1704 in Thüringen ?), Maler[4]

- Künstlerfamilie Aostalli. 
  - Giovanni Maria Aostalli (* um 1505 in Pambio; † nach 1560 in Prag ?), Architekt[5][6]
  - Andrea Aostalli (* um 1520 in Pambio; † nach 1560 in Prag ?), Stuckateur in Prag[7]

- Künstlerfamilie Ricca. 
  - Giovanni Antonio Ricca (* vor 1660 in Pambio; † 1733 ebenda), Architekt in Vilshofen an der Donau, Passau, Turin und Genua[8][9]
  - Giovanni Battista Ricca (* 1691 in Pambio; † 1757 ebenda), Sohn von Giovan Antonio, Architekt der Kaiserin Maria Theresia, restaurierte das Schloss Austerlitz, das er vollständig umbaute, baute das Schloss Schönbrunn und zeichnete die Pläne für den Park. In Grosswardein baute er den Bischofspalast, das Seminar und das Spital, erstellte ferner zahlreiche Paläste und Villen in Wien und Ungarn[10][11][12]
  - Rocco Ricca (* um 1730 in Vico Morcote; † 1809 in Lugano), Sohn des Giovanni Battista, Priester, Theologe, Chorherr der Kathedrale San Lorenzo, Wohltäter des Spitals von Lugano[13]<name="Ricca" />

- Künstlerfamilie Bernardazzi. [14][15]

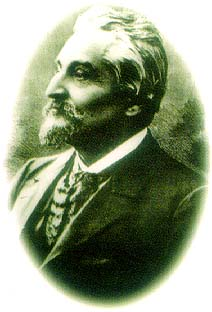
Alexander Bernardazzi

  - Vincenzo Antonio Bernardazzi (* 27. Oktober 1718 in Pambio; † 5. April 1761 ebenda), Sohn des Francesco Giovanni, Bildhauer, Architekt in Sankt Petersburg, tätig am Palast Anichkov, Baumeister von Kloster Voskresenskij nach dem Projekt des Architekten Francesco Rastrelli[15][16]
  - Carlo Francesco Gaetano Bernardazzi (* 8. November 1752 in Pambio; † 1825 in Sankt Petersburg), Sohn des Vincenzo Antonio, Baumeister in Sankt Petersburg, Architekt am Institut Ekaterininskij (1804–1807)[15]
  - Vincenzo Antonio Bernardazzi (* 15. Dezember 1773 in Pambio; † 29. Januar 1838 ebenda), Sohn des Carlo Francesco, Hofbaumeister in Sankt Petersburg, tätig am Isaakskathedrale (1818), in Kislowodsk und in Odessa baute die Alte Börse, heutige Rathaus[14][16][15]
  - Giuseppe Marco Bernardazzi senior (* 2. Dezember 1788 in Pambio; † 5. Oktober 1840 in Pjatigorsk), Sohn des Carlo Francesco und Bruder des Vincenzo, Maler, Architekt, Topograph tätig in Sankt Petersburg am Isaakskathedrale (1818), in Kislowodsk, nach seinen Plänen liess der Zar die Stadt Pjatigorsk erbauen[14][15]
  - Giovanni Battista Bernardazzi (* 26. Juni 1782 in Pambio; † 22. November 1842 in Pjatigorsk), Sohn des Carlo Francesco und Bruder des Giuseppe, Architekt in Sankt Petersburg, in Kislowodsk, in Pjatigorsk und in Odessa[14][16]
  - Giuseppe Raimondo Bernardazzi (Junior) (1816–1891), Sohn des Vincenzo Antonio, Architekt, Maler in Sankt Petersburg und Sewastopol[15]
  - Alexander Karl Bernardazzi (1831–1907), Sohn des Giuseppe Marco, Baumeister, Architekt in Chișinău, Odessa und Bendery
  - Mario Bernardazzi (* um 1845 in Pambio; † nach 1924 in Odessa), Architekt, er baute die Neue Börse von Odessa[16][15]
  - Clodomiro Bernardazzi (* 1848 in Pambio; † 18. November 1930 in Lugano), Ingenieur, Professor der Mathematik am kantonalen Lyceum von Lugano, Bergbaudirektor von Griechenland[17][15]
  - Alexander Josif Bernardazzi (* 2. Mai 1871 in Chișinău; † 14. Juni 1925 in Harbin), Sohn von Alexander Karl Bernardazzi, Schweizer Architekt in Sankt Petersburg, Jekaterinburg, Perm und Harbin[15]
  - Evgenij Bernardazzi (* 10. August 1883 in Chișinău; † 7. April 1931 ebenda), Bruder von Alexander Josif, Ingenieur und Architekt des Politeknik von Darmstadt (1908), baute viele Häuser in Sankt Petersburg, Pskow, Odessa, Chișinău und in Jekaterinburg[15]

- Federico Staffieri (* um 1751 in Bioggio; nach dem 1798 in Pambio), Fähnrich der Nationalgarde von Lugano, Stammvater der Staffieri von Pambio[18]
- Giuseppe Curti (1811–1895), Dozent und Politiker (Liberal)
- Felice und Giovanni Olgiati (* um 1850 in Pambio; † nach 1893 in Minas (Uruguay) ?), Baumeister in Uruguay[19]